# Section des Champs-Élysées
La section des Champs-Élysées était, sous la Révolution française, une section révolutionnaire parisienne.

## Représentants
Elle était représentée à la Commune de Paris par :
- Jean-Jacques Lubin, né à Paris en 1765. Fils d'un marchand boucher de la rue Saint-Honoré, il devient second substitut du procureur de la Commune puis juge du tribunal du 1er arrondissement. Il est guillotiné le 11 thermidor an II (29 juillet 1794),
- Charles François Salmon, né en 1745, ancien administrateur du département, il demeurait avenue de Neuilly puis 7, rue Pelletier.

## Historique
Cette section n’a pas changé de nom lors de la Révolution.

## Territoire
Des Tuileries à la place de l'Étoile.

## Limites
La rue du Faubourg-du-Roule et du Faubourg-Saint-Honoré, à droite, depuis la barrière, jusqu’à la rue Royale : la rue Royale à droite, la traverse de la Place Louis XV jusqu’à la rivière : le bord de l’eau, jusqu’à la barrière des Bons-Hommes : les murs jusqu’à la barrière du Roule.

## Intérieur
Chaillot, le Cours-la-Reine, les Champs-Élysées, les rues de Berri, du Cimetière, d'Angoulême, Neuve-du-Colisée, du Colisée, Neuve-du-Ponthieu, Rousselet, de Marigny, des Champs-Elysées, et généralement toutes les rues, culs-de-sac, ou places enclavées dans cette limite.

## Local
La section des Champs-Élysées se réunissait dans la chapelle Saint-Nicolas-du-Roule, située dans l’ancienne Folie Beaujon, au 193 actuel de la rue du Faubourg-Saint-Honoré.

## Population
9 000 habitants, dont 980 économiquement faibles.

## 9 Thermidor an II
Lors de la chute de Robespierre, le 9 thermidor an II (27 juillet 1794), la section des Champs-Elysées est restée fidèle à la Convention nationale, sauf Jean-Jacques Lubin, qui demeurait 24, rue de la Révolution, qui soutiendra la Commune de Paris,  et qui fut guillotiné le 11 thermidor an II (29 juillet 1794).

## Évolution
Après le regroupement par quatre des sections révolutionnaires par la loi du  19 vendémiaire an IV (11 octobre 1795) qui porte création de 12 arrondissements, la présente section est maintenue comme subdivision administrative, puis devient, par arrêté préfectoral du 10 mai 1811, le quartier des Champs-Élysées (1er arrondissement de Paris).